# Narraga fimetaria
Narraga fimetaria là một loài bướm đêm trong họ Geometridae.